# Podmorski kanion
Podmorski kanion – dolina na dnie morza o przekroju V-kształtnym, która wcina się w szelf i stok kontynentalny, często stanowi przedłużenie dolin rzecznych.